# Marinha Militar Italiana
A Marinha Militar Italiana (em italiano: Marina Militare) é um ramo das Forças Armadas da Itália.
Foi criada com a unificação italiana, e a proclamação do Reino da Itália, com o nome de Marinha Real. Quando foi constituída a República da Itália em 1946, o seu nome foi finalmente alterado para Marinha Militar. A celebração oficial desta unidade é a 10 de Junho, no aniversário (1918) do afundamento do couraçado austro-húngaro SMS Szent István.
A sua missão, inicialmente no seio da NATO e posteriormente também no seio da União Europeia, consiste em manter uma presença contínua e credível na zona mediterrânica, no controlo dos mares italianos com meios aeronavais e apoio terrestre conexo, em cooperação com a marinha aliada forças, na manutenção de uma força de superfície e uma força subaquática capazes de operar de forma autônoma, garantindo proteção contra ataques aéreos, de superfície e subaquáticos, que podem ser apoiados por um componente anfíbio capaz de realizar operações limitadas.

## História

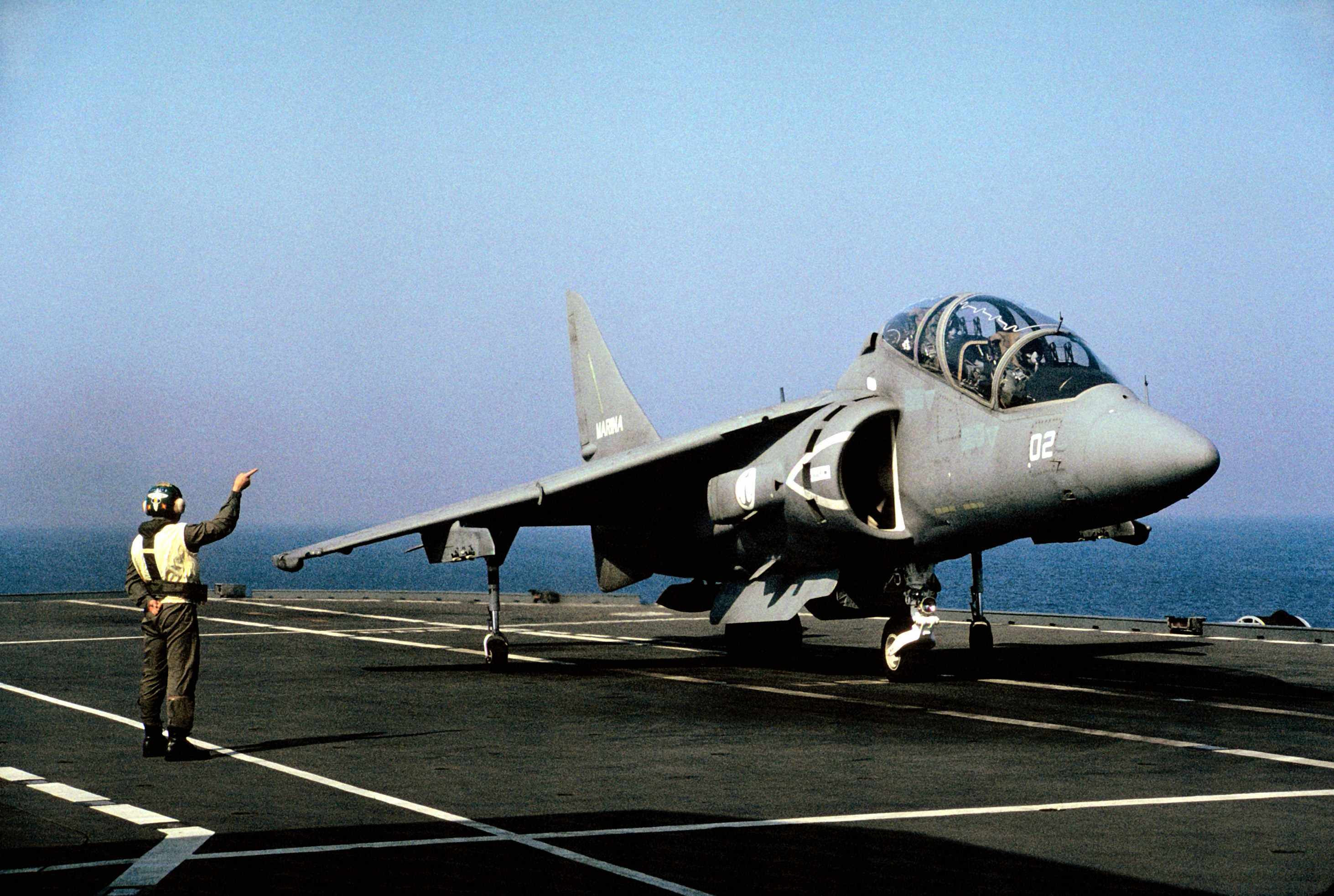
Um AV-8B Harrier italiano.

### A unificação da Itália e a Primeira Guerra Mundial
O nascimento da marinha do futuro Reino da Sardenha, que mais tarde se tornou o Reino da Itália, remonta à época do Ducado de Sabóia, que tinha acesso ao mar desde 1388 após a aquisição de Nice . O ato fundador, considerado pelos historiadores, da marinha saboiana é a intervenção militar na Batalha de Lepanto em 1571.
A Marina do Reino da Sardenha ou Marina Sarda foi estabelecida com o recém-nascido Reino da Sardenha em 1713, após a aquisição do Reino da Sicília pelos duques de Saboia no mesmo ano, com o objetivo de se conectar com o continente e a proteção de novas costas. As quatro galeras sicilianas foram adquiridas e em 1716 três veleiros ficaram prontos, o Vittorio, construído na Inglaterra, o Santa Rosalia e o Beato Amedeo, construídos no Arsenal de Palermo e armados com quarenta a sessenta canhões.
A marinha italiana nasceu em 17 de novembro de 1860 com a unificação da Marinha do Reino da Sardenha com as marinhas do Reino das Duas Sicílias, Toscana e do Papado e posteriormente assumiu o nome de " Regia Marina " em 17 de março de 1861, após a proclamação do Reino da Itália pelo Parlamento de Turim.
Após a batalha de Lissa, esteve envolvido primeiro na guerra ítalo-turca e depois na Primeira Guerra Mundial ; neste último, nunca participou de nenhuma "batalha naval" real com a frota austro-húngara, mas as ações do que mais tarde se tornou o Xª Flottiglia MAS permaneceram famosas.

### A segunda Guerra Mundial
No final da Segunda Guerra Mundial, a Itália se apresentava como um estado devastado por cinco anos de conflito; apesar da importante contribuição das forças navais italianas durante o período de co-beligerância, após o armistício proclamado em 8 de setembro de 1943 e o acordo de cooperação com os Aliados assinado em Taranto em 23 de setembro do mesmo ano, a Marinha estava em péssimas condições, com infraestrutura e instalações praticamente inutilizáveis e com portos minados ou cheios de destroços afundados.
Após a Segunda Guerra Mundial, um grande projeto de modernização e expansão da frota foi lançado. A partir de 1946, após a proclamação da República, a Regia Marina assumiu a nova denominação de "Marina Militare".

### Pós-Segunda Guerra Mundial
Terminada a Segunda Guerra Mundial, a Itália era uma nação devastada pelos cinco anos de guerra. Após o final das hostilidades, a Marinha Real que, no início da guerra era considerada a quarta maior frota a nível mundial com uma mistura de navios recentes e outros modernizados, iniciou um longo e complexo processo de reconstrução. As importantes contribuições em combate das forças navais após a assinatura do armistício com os Aliados a 8 de Setembro de 1943 e subsequente acordo de cooperação a 23 de Setembro, deixaram a Regia Marina num estado deplorável, com muitas das suas infraestruturas e instalações inutilizadas e os portos minados ou bloqueados por navios afundados. Ainda assim, um grande número de navios sobreviveu à guerra, não obstante o estado deficiente em que se encontravam, que se deveu não só ao conflito mas também ao seu tempo de vida. Em termos quantitativos, os navios que restaram foram:
- 2 porta-aviões (Aquila e Sparviero não concluídos)O contratorpedeiro Caio Duilio da marinha italiana.
- 5 couraçados
- 9 cruzadores
- 11 contra-torpedeiros
- 22 fragatas
- 19 corvetas
- 44 unidades de patrulha costeira
- 50 draga-minas
- 16 naves de ataque anfíbio

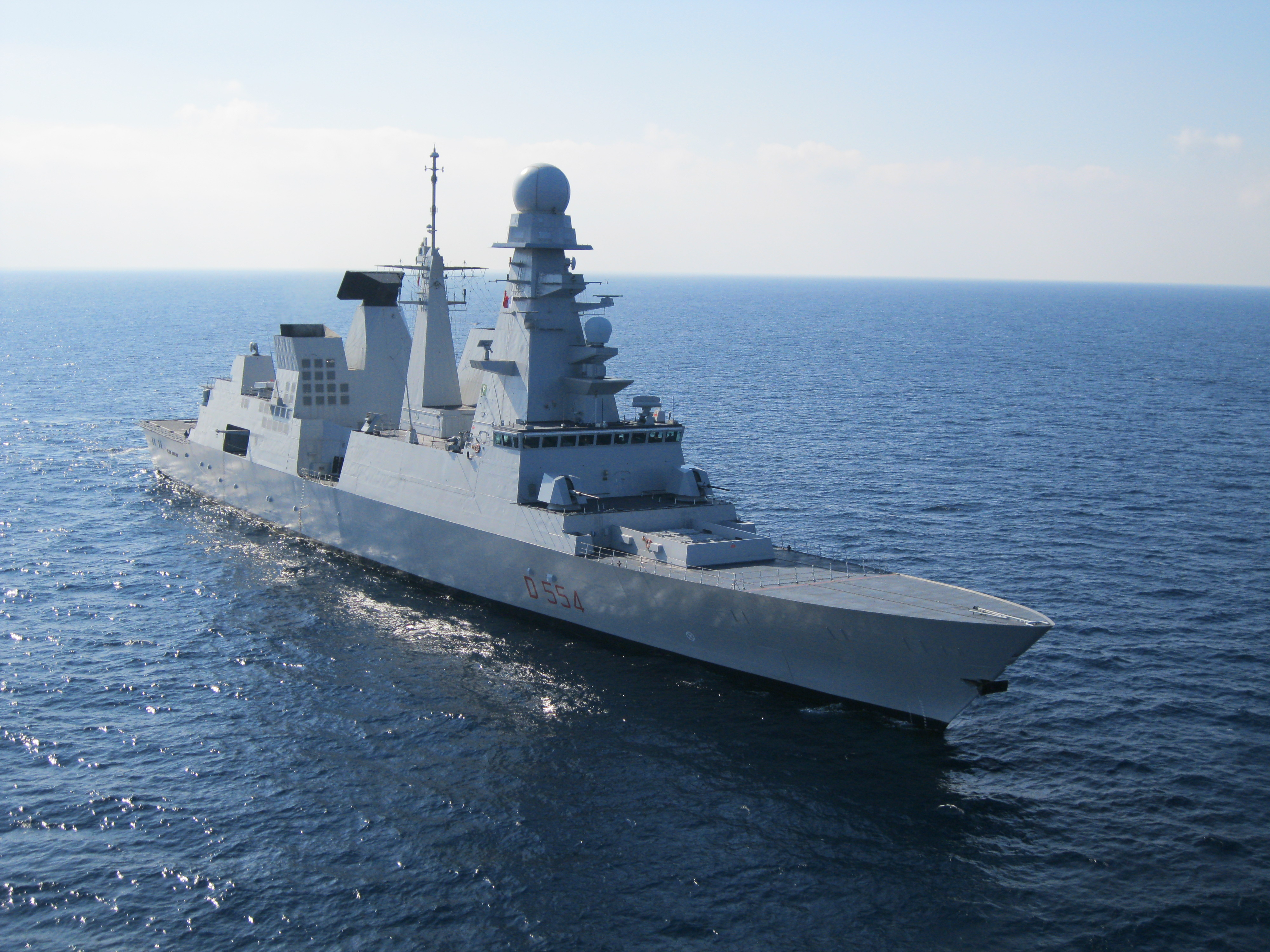
O contratorpedeiro Caio Duilio da marinha italiana.

- 2 navio-escola, um dos quais o veleiro Amerigo Vespucci
- 1 navio de suporte e transporte de aeronaves;
- várias unidades submarinas

### Entrada na OTAN
A 4 de abril de 1949, a Itália assinou o Tratado do Atlântico Norte (OTAN), reiterando a sua impossibilidade de contribuir ativamente no seio da organização e isso conduziu diplomaticamente, No final  de 1951, à revogação definitiva dos vínculos do tratado de paz com o consentimento de todas as nações ocidentais. Ao ingressar na OTAN, a Marinha recebeu o controle do Mar Adriático e do Estreito de Otranto, bem como a defesa das linhas marítimas de comunicação no Mar Tirreno . Para cumprir essas tarefas, já em novembro de 1949 foi realizado um "Estudo sobre o fortalecimento da Marinha Italiana em relação ao Pacto Atlântico", que identificou as estruturas e os métodos para o fortalecimento da própria Marinha.

### Os anos cinquenta

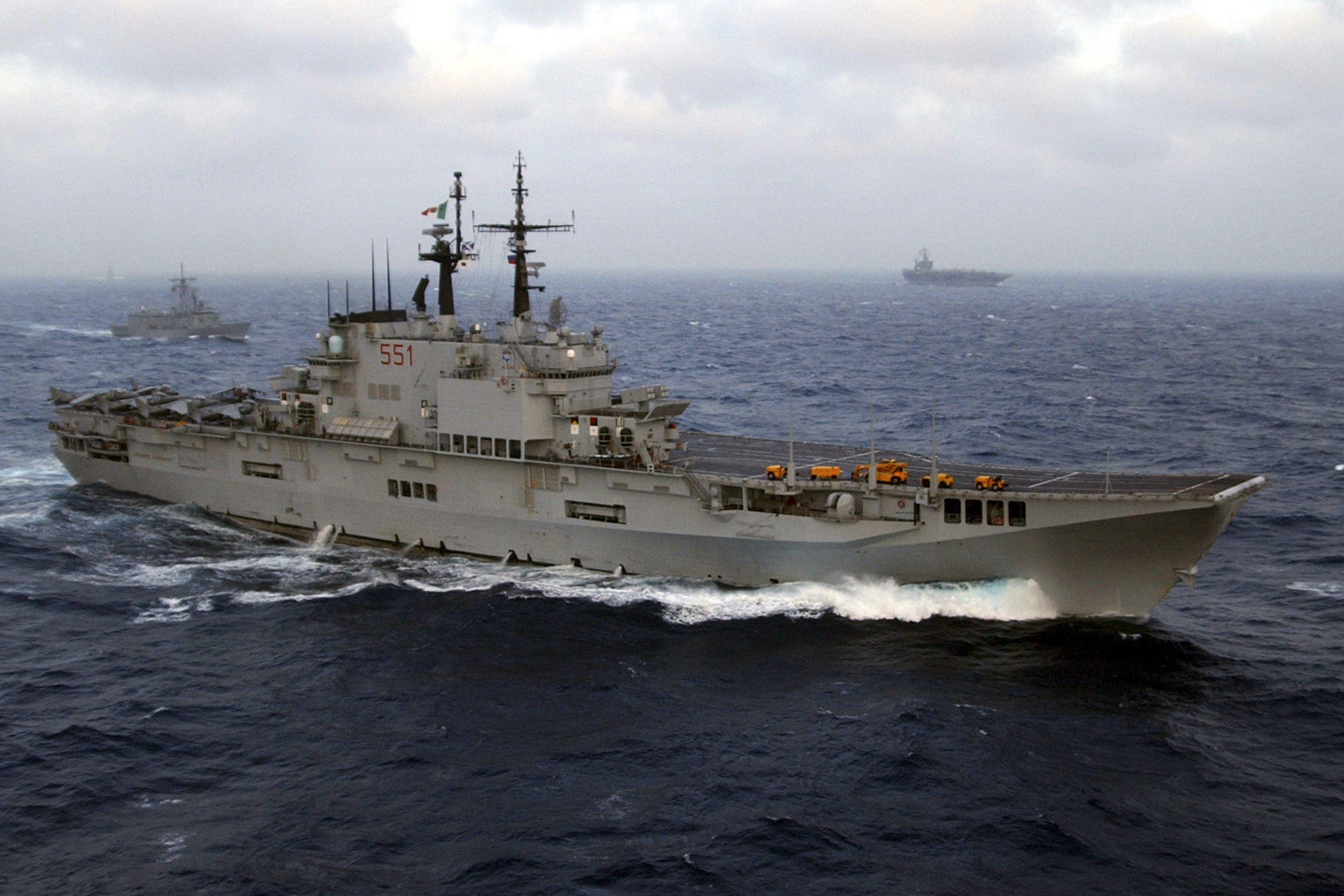
O Giuseppe Garibaldi (551) da marinha da Itália.

Uma vez que as cláusulas do tratado de paz que proibiam a Itália de possuir submarinos não eram mais válidas, e com sua entrada na OTAN, a reconstrução do componente subaquático também foi iniciada como parte do programa de modernização naval lançado em 1950. Também graças ao  Programa de Assistência de Defesa Mútua chegaram dos EUA dois destróieres da classe Benson e outras três unidades de escolta que, usadas como fragatas, compunham a classe Aldebaran . No mesmo período, foram também iniciadas as obras de reconstrução/transformação de dois cruzadores ligeiros da classe Capitani Romani, transformados nos contratorpedeiros San Giorgio (D 562) e San Marco (D 563) que entraram em serviço entre 1955 e 1956. Quatro corvetas da classe Alcione foram então construídas, as primeiras unidades de escolta construídas na Itália após a guerra, e dois contratorpedeiros da classe Indomito, bem como quatro fragatas da classe Centauro .
Na segunda metade da década de 50, foram emitidas pelo Estado-Maior da Marinha as diretrizes para um novo programa de modernização conhecido como “Programa de 1958”, que previa a construção de: 
- dois cruzadores de mísseis e porta-helicópteros da classe Andrea Doria ;
- dois contratorpedeiros de mísseis guiados da classe Impavido ;
- quatro fragatas porta -helicópteros da classe Bergamini ;
- quatro submarinos da classe Toti ;
- a reconstrução/transformação do cruzador Giuseppe Garibaldi em unidades de lançamento de mísseis ;
- a reconstrução/transformação do submarino Bario .

Naqueles anos, precisamente em 1956 (ano de nascimento da Aviação Naval ), a Marinha começou a experimentar os primeiros helicópteros, inicialmente AB47-G decididamente insuficientes em termos de capacidades operacionais, mas que serviam para realizar testes indispensáveis nas fragatas da classe Bergamini., que em 1958 foram as primeiras unidades de escolta do mundo a transportar helicópteros. Os helicópteros foram logo substituídos pela versão AB47-J atualizada, que graças aos patins mais altos podia acomodar um torpedo, e em 1959, novamente graças ao "MDAP", chegaram dois helicópteros SH-34 Seabat .

### Os anos sessenta
O prazo dos objectivos do "Programa de 1958" foi cumprido lentamente devido às dificuldades financeiras decorrentes do inevitável aumento dos custos iniciais.
Enquanto isso, o fortalecimento da frota continuou com a chegada de unidades dos Estados Unidos, com a aquisição de três submarinos da classe Balao : Evangelista Torricelli, Francesco Morosini e Alfredo Cappellini . A eles se juntaram as unidades de apoio logístico e anfíbio Etna, Anteo, Andrea Bafile e Pietro Cavezzale . Em 1964, o Batalhão San Marco foi reconstituído, depois que os fuzileiros navais em 1951 foram colocados em uma unidade inter-força (" Settore Forze Lagunari ") dissolvida em 1956.
Em 1963 teve início a construção da classe Enrico Toti, as primeiras unidades submarinas construídas na Itália após a guerra, que entrariam em serviço em 1968. A estes foram adicionadas as fragatas porta-helicópteros da classe Alpino e, no final da década, em 1968, foram montadas as duas unidades de mísseis da classe Audace. A conquista mais significativa da década foi, no entanto, a construção do cruzador de mísseis Vittorio Veneto, que entrou em serviço em 1969 como o novo carro-chefe da frota. Ainda em 1969, três contratorpedeiros da classe Fletcher chegaram dos Estados Unidos: Fante , Lanciere e Engineer .

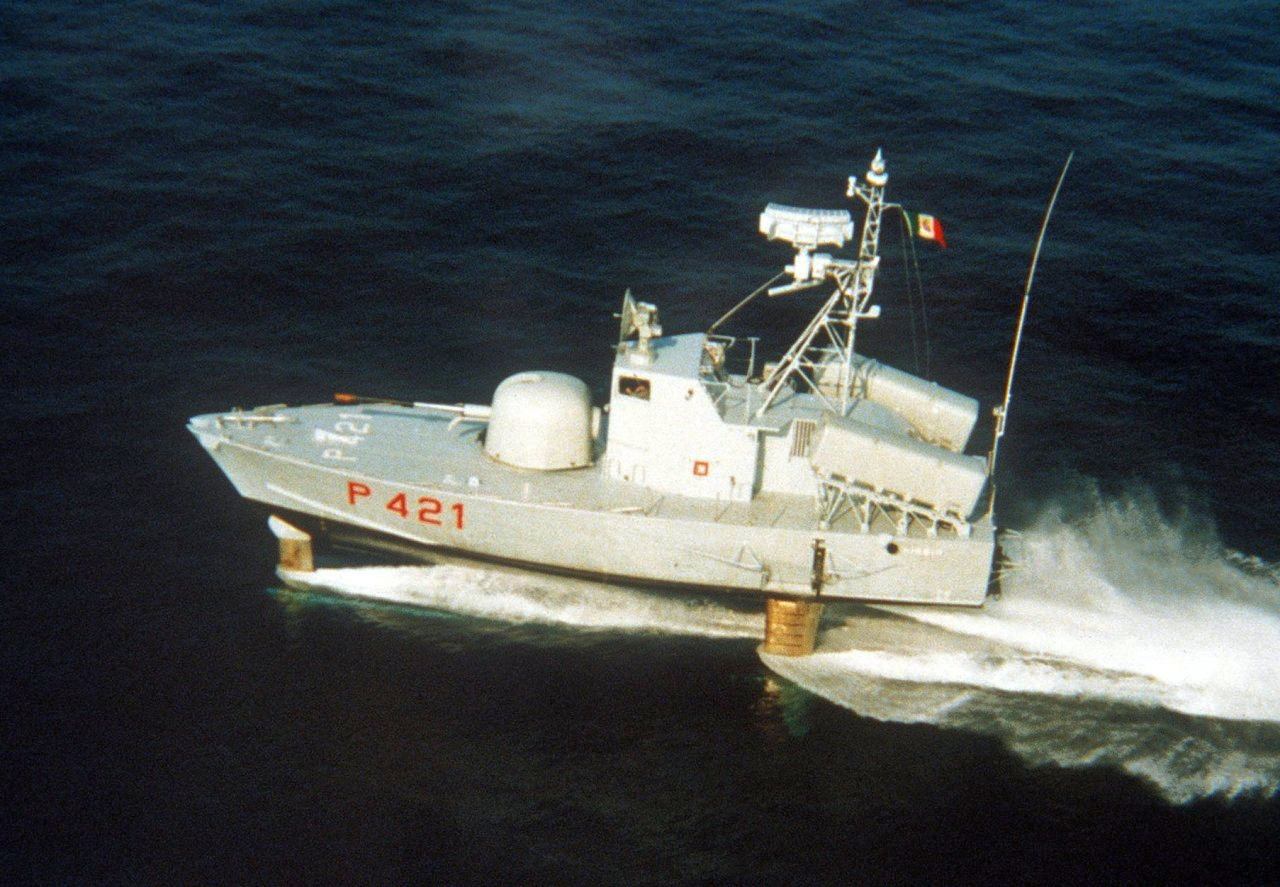
hidrofólio classe Sparviero

### Os anos setenta e o "direito naval"
Os anos setenta abrem-se com a crescente ameaça soviética constituída pela esquadra mediterrânica e por uma substancial força aérea que tinha as suas bases na costa norte-africana, o que impôs a necessidade de adaptação do instrumento naval nacional. Em 1970, dos 1.510 bilhões de liras destinados à Defesa, a cota destinada à Marinha era de 200 bilhões, devido a concepções estratégicas que favoreciam as necessidades das forças aéreas e terrestres que atuavam na fronteira nordeste.
Um aumento parcial da força operacional ocorreu entre 1972 e 1974 com a entrada em serviço das unidades da classe Audace e com a chegada dos Estados Unidos de quatro submarinos, dois navios de desembarque da classe Grado e três contratorpedeiros.
A eliminação progressiva de navios mais antigos não compensados pela entrada em serviço de novas unidades e o lento processo de modernização numa zona cada vez mais difícil como é a bacia do Mediterrâneo, tornaram cada vez mais complexa a tarefa da Marinha, sobretudo face à conjuntura internacional que, com o recrudescimento do conflito árabe-israelense na região do Oriente Médio em 1973 exacerbou as tensões no contexto da Guerra Fria . Por outro lado, mais perto da Itália, a Líbia tornava-se cada vez mais ameaçadora, principalmente após o ataque realizado em setembro de 1972 por um Mirage líbio contra a corveta Pietro De Cristofaro, engajada em missão de vigilância pesqueira, que respondeu ao ataque com as armas a bordo, no entanto, relatando um morto e dois feridos.
As necessidades da Marinha foram assim recolhidas num documento intitulado "Perspectivas e orientações da Marinha para o período 1974-84", conhecido como o "Livro Branco da Marinha", que destacava como, uma vez concluído o programa ordinário construção, tendo em conta as unidades que deveriam ser retiradas de serviço em meados dos anos 80, foi fundamental recorrer a uma dotação extraordinária de fundos para permitir, ao longo de uma década, a construção de unidades adicionais essenciais para manter um nível razoável de eficiência e credibilidade. Assim, foi solicitada a aquisição de novas unidades, divididas da seguinte forma:
- 1 porta-aviões leve para aeronaves V/STOL e helicópteros, o Giuseppe Garibaldi, construído para substituir os cruzadores Andrea Doria e Caio Duilio
- 2 barcos da classe Nazario Sauro 2ª série, para compensar o cancelamento das unidades ex USA;
- 2 contratorpedeiros de mísseis guiados, para substituir as unidades da classe Indomito;
- 8 fragatas porta -helicópteros classe Maestrale, substituindo as unidades Centauro e Bergamini ;
- 6 hidrofólios do tipo Sparviero ;
- 1 reabastecedor da equipa da classe Stromboli em complemento do já previsto no programa ordinário;
- 1 navio de assalto anfíbio ;
- 10 caça-minas recém-projetados;
- 1 embarcação de resgate.

A "lei naval" que implementou o programa foi aprovada pelo Parlamento em 22 de março de 1975 por ampla maioria e revelou-se de grande importância também para a indústria naval nacional.
O programa de médio prazo a realizar com a maior parte das dotações ordinárias previa a construção de quatro fragatas lançadoras de mísseis da classe Lupo, dois submarinos da classe Nazario Sauro, oito hidrofólios da classe Sparviero, um navio de abastecimento da classe Stromboli, um embarcação e outras embarcações navais de uso local comprometendo assim 735 bilhões de liras do total de 1.000 previstas pela lei naval. Com os 235 bilhões restantes de recursos o Estado-Maior preferiu concentrar os recursos disponíveis na construção de novas unidades navais, como o novo porta-aviões cruzador Garibaldi e um grupo de quatro caça-minas de novo conceito, limitando a trabalhos de modernização tanto quanto possível na embarcação em serviço. Na época, o Garibaldi foi definido como um "cruzador all-deck", também devido ao decreto real n. 645 de 28 de março de 1923, ato constitutivo da Régia Aeronáutica, que por força dela incluía "todas as Forças Aéreas Militares do Reino e das colônias do Exército e da Marinha", portanto o Exército e a Marinha não podiam possuir aeronaves. O advento dos helicópteros, inexistentes à época do decreto em questão, permitiu à Marinha dotar-se de um componente próprio de asa rotativa, enquanto para as aeronaves antissubmarino (em todo caso sob a alçada da Aeronáutica) foram utilizadas tripulações mistas . /Marinha. Só mais tarde será renomeado como "porta-aviões".
O final da década viu a Marinha engajada, no verão de 1979, em uma ação humanitária fora das águas italianas em favor do Boat people of Vietnam, quando um grupo naval formado pelos cruzadores Vittorio Veneto e Andrea Doria e pelo Stromboli foi protagonista do resgate de quase mil náufragos no Mar da China Meridional . Nesta ocasião, o pavilhão da Marinha foi agraciado com a medalha de ouro pelo mérito saúde pública, primeira condecoração obtida após a Segunda Guerra Mundial.

### Os anos 80 e os compromissos internacionais
Dez anos após a aprovação da lei naval de 1975, o porta-aviões Garibaldi, dois submarinos Sauro, oito fragatas Maestrale, seis hidrofólios Sparviero, os quatro primeiros caça-minas da classe Lerici, o segundo reabastecedor de esquadrão tipo Stromboli e o navio de resgate Anteo, enquanto a construção dos dois destróieres de mísseis e do segundo grupo de seis caça-minas ainda não havia começado. Nesse ínterim, os programas de curto prazo do estado-maior previam a modernização dos dois Audaces, e a construção de uma terceira série de dois submarinos Sauro, um terceiro navio de abastecimento de equipe e quatro corvetas da classe Minerva .
O final da década viu a entrada em serviço na primeira parte de 1988 dos navios de desembarque San Giorgio e San Marco para substituir as unidades da classe Grado e sancionar com a Lei de 26 de janeiro de 1989, ratificada pelo Presidente Cossiga o seguinte 1 Fevereiro, o estabelecimento de uma aviação naval embarcada, com a escolha da aeronave recaindo sobre o AV-8B Harrier . Entraram então em serviço as corvetas da 1ª série da classe Minerva e iniciou-se a construção da 2ª série, assim como a construção dos barcos patrulha offshore da classe Cassiopea, cuja primeira unidade já entrou ao serviço em 1989, ano em que iniciou a construção dos destróieres de mísseis Animoso e Ardimentoso destinados a substituir os dois Impavido e foram concluídas as obras de modernização, iniciadas em 1987, dos barcos Audace e Ardito .
Estes foram os anos que assistiram aos primeiros compromissos da Marinha em missões internacionais, com o envio em abril de 1982 de um grupo de patrulha naval, para Sharm el-Sheikh no Golfo de Aqaba, como parte da Força Multinacional e observadores das Nações Unidas para conformidade com os Acordos de Camp David . Posteriormente, a Marinha participou da missão no Líbano de setembro de 1982 a março de 1984, patrulhando a costa libanesa e escoltando as embarcações mercantes e militares utilizadas para transportar unidades do Exército e do Batalhão San Marco da Itália. Em agosto de 1984 então, depois que algumas explosões de minas navais no Mar Vermelho na área imediatamente ao sul do Canal de Suez causaram a interrupção da navegação comercial, a Marinha participou das operações de recuperação enviando um grupo naval formado por três Legni caça-minas da classe que foram transformados em caça-minas e pelo navio de apoio Cavezzale com funções de navio de comando em uma operação denominada " Missão do Mar Vermelho ".
A segunda metade da década foi marcada por compromissos cada vez mais onerosos para a Marinha nos novos cenários que se desenhavam. Se em 1985, com a erupção de Michail Gorbachev na cena internacional, iniciou-se um período de détente entre o Oriente e o Ocidente, o Mediterrâneo manteve-se sempre um espaço de confronto entre as duas superpotências e de difusão de tendências fortemente antiocidentais e anti-ocidentais. O fundamentalismo islâmico americano foi causa de fortes tensões e instabilidade. Com a apreensão do Achille Lauro ocorrida em 7 de outubro de 1985 por um grupo terrorista palestino, a mobilização que se seguiu, denominada "operação Margherita", contou com uma grande participação da Marinha, e a circunstância evidenciou a necessidade de um componente aéreo eficaz para patrulhas marítimas de longo alcance. Posteriormente, após as tensões e a crise entre os Estados Unidos e a Líbia, em 15 de abril de 1986, houve um ataque com mísseis contra a estação LORAN administrada pelos EUA na ilha de Lampedusa : o ataque destacou a ineficácia da rede de alerta de radar e a falta de qualquer forma de defesa contra ataques de mísseis. Uma operação de implantação no Canal da Sicília de navegação offshore com funções de controle de radar chamada "Operação Girassol" foi lançada, com o objetivo de estender a vigilância antiaérea e antimísseis o mais ao sul possível. Mas outro compromisso aguardava as unidades italianas e desta vez em um cenário operacional bem mais distante da pátria.
Depois de anos de guerra em que o conflito Irã-Iraque estava em um impasse, o Golfo Pérsico saltou para o centro das atenções da opinião pública mundial quando o Irã e o Iraque estenderam as hostilidades ao transporte marítimo comercial para incluir navios pertencentes a nações neutras. Entre estes esteve também envolvido o navio a motor italiano Jolly Rubino, atacado pelos iranianos " Guardiões da Revolução ", o que levou a Marinha a enviar para a zona um contingente denominado "18º Grupo Naval", constituído por fragatas, unidades logísticas e caça-minas envolvidas em operações para escoltar navios mercantes e limpar minas navais. Ao final da missão, batizada de Golfo 1, a bandeira da Marinha foi condecorada com a cruz de cavaleiro da Ordem Militar da Itália .

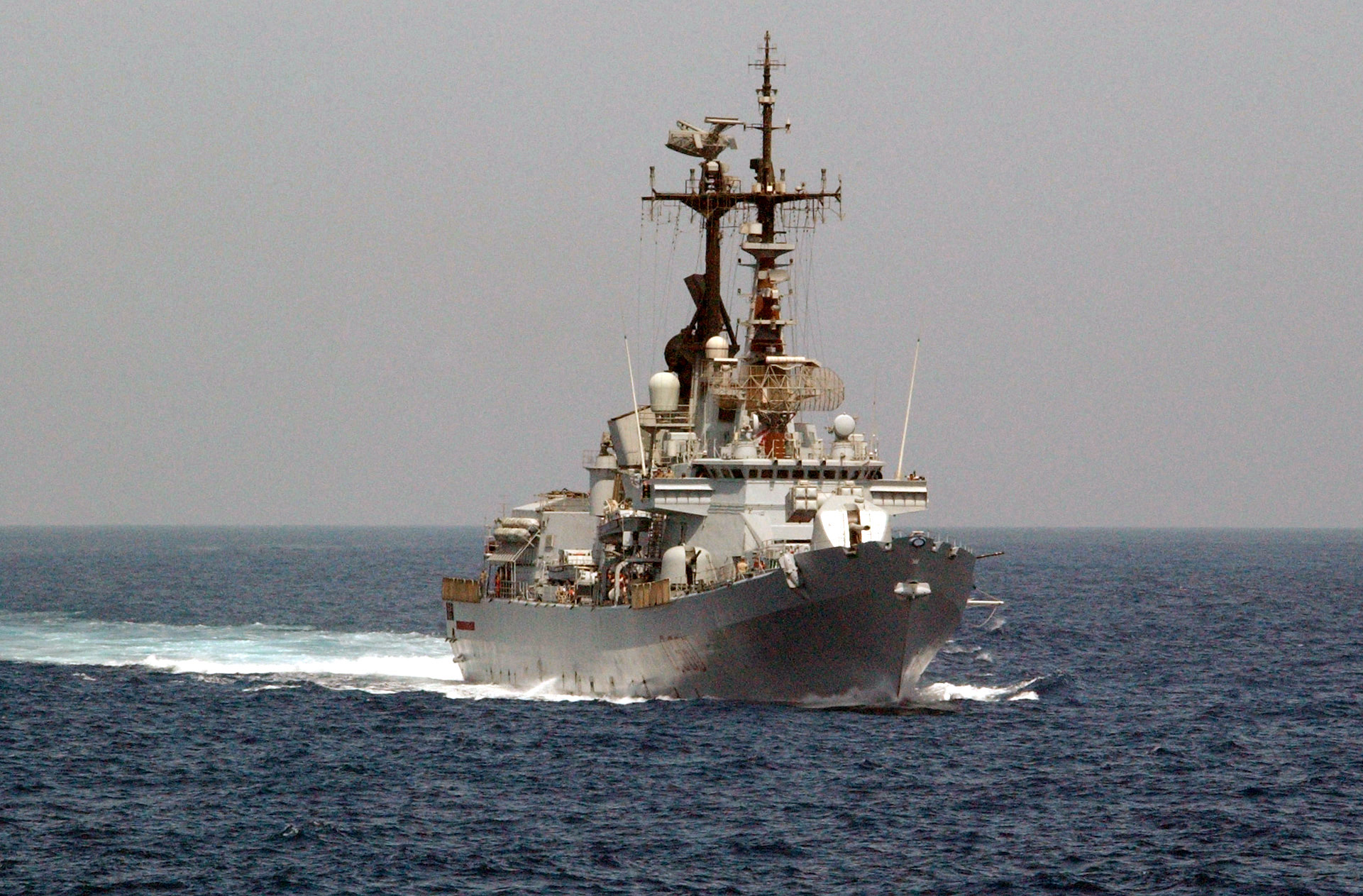
Contratorpedeiro da classe De la Penne

### Os anos noventa

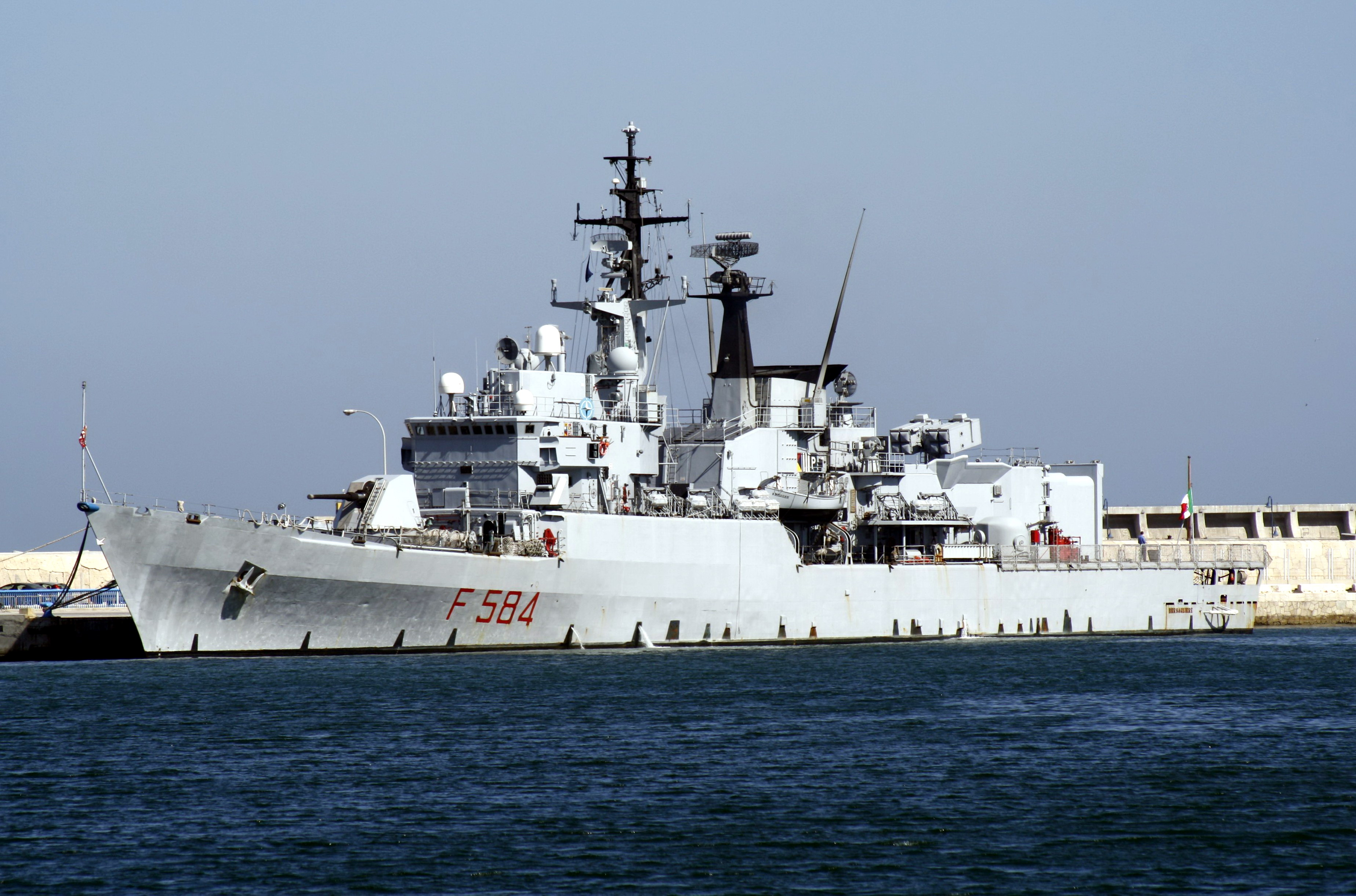
Patrulha de esquadrão Bersagliere da classe Soldati

A década de 1990 começou para a Marinha com um retorno ao Golfo Pérsico. Depois que a guerra Irã-Iraque terminou em setembro de 1988, o iraquiano Raʾīs Saddam Hussein invadiu o estado vizinho do Kuwait em 2 de agosto de 1990 em nome de uma reivindicação de longa data de Bagdá para recuperar o território que dependia do governo iraquiano. de Basra nos tempos otomanos . A invasão provocou sanções imediatas por parte da ONU que lançou um ultimato, exigindo a retirada das tropas iraquianas. A solicitação não obteve resultados e em 17 de janeiro de 1991 começou a Guerra do Golfo e os navios da Marinha passaram a fazer parte da coalizão internacional. Localizadas nas águas do Golfo Pérsico, as unidades italianas asseguravam, em competição com as demais forças multinacionais, a aplicação das resoluções do Conselho de Segurança das Nações Unidas, participando do controle do embargo, conduzindo ações de controle de suspeitas e potencialmente hostis. envio . Posteriormente, durante a fase de operações militares, as unidades italianas em competição com outras forças navais contribuíram para a proteção direta das principais unidades da força multinacional. Ao final das operações militares, eles retomaram a atividade de embargo, ao mesmo tempo em que participaram da limpeza das águas do Golfo dos campos minados. Para esta missão, que durou exatamente um ano e terminou em agosto de 1991, a bandeira da Marinha foi condecorada novamente com a cruz de cavaleiro da Ordem Militar da Itália. A missão como um todo envolveu 385 dias de navegação e 1.200 horas de voo dos 12 helicópteros embarcados.
Posteriormente, a Marinha participou juntamente com o Exército e a Aeronáutica enviando o Batalhão San Marco para a missão Ibis realizada entre maio de 1993 e março de 1994 como parte da missão UNOSOM II das Nações Unidas, que por sua vez fez parte da Operação Restaurar Hope cuja tarefa era fornecer, facilitar e proteger a ajuda humanitária na Somália e monitorar o cessar-fogo mediado pela ONU no conflito civil somali no início dos anos 1990.
Outra frente de atuação das unidades da Marinha é o combate à imigração clandestina no Adriático e no Estreito da Sicília. Neste contexto e na sequência da crise que eclodiu na Albânia, teve lugar em 1997 a Operação Alba que contou com a participação de onze nações em graus variados, com o desembarque de tropas e meios bem como ajuda humanitária à população albanesa. Esta foi a primeira missão internacional liderada por italianos e a Marinha participou com unidades próprias e com unidades da Guarda Costeira para a parte marítima e contribuindo com o Batalhão San Marco para as operações terrestres. No final da missão, que decorreu de 3 de março a 12 de agosto de 1997, a bandeira da Marinha foi novamente condecorada com a cruz de cavaleiro da Ordem Militar de Itália.
O Batalhão San Marco também esteve presente no Kosovo e na Eritreia como dissuasor durante a guerra com a Etiópia, enquanto em 1999 um grupo de atacantes do COMSUBIN transportados pelo navio San Giusto foi enviado para a zona de crise de Timor-Leste .
No que diz respeito às unidades em serviço, o início da década assistiu à entrada em cena da 2ª série da classe Minerva e da 2ª série da classe Cassiopea e à saída de cena dos Dorias e dos dois Impavidos. Em 1993, os dois contratorpedeiros De la Penne entraram em serviço; em 1991 foi iniciada a construção de uma terceira unidade anfíbia, o San Giusto, que entrou em serviço em abril de 1994. Em 1995 iniciou-se a construção do terceiro reabastecedor de equipe, batizado de Etna e entrou em serviço em 1998, enquanto entre 1994 e 1996 entraram em serviço quatro unidades da classe Soldati .
No que diz respeito aos submarinos, a Marinha procedeu à construção de uma 4ª série da classe Nazario Sauro.

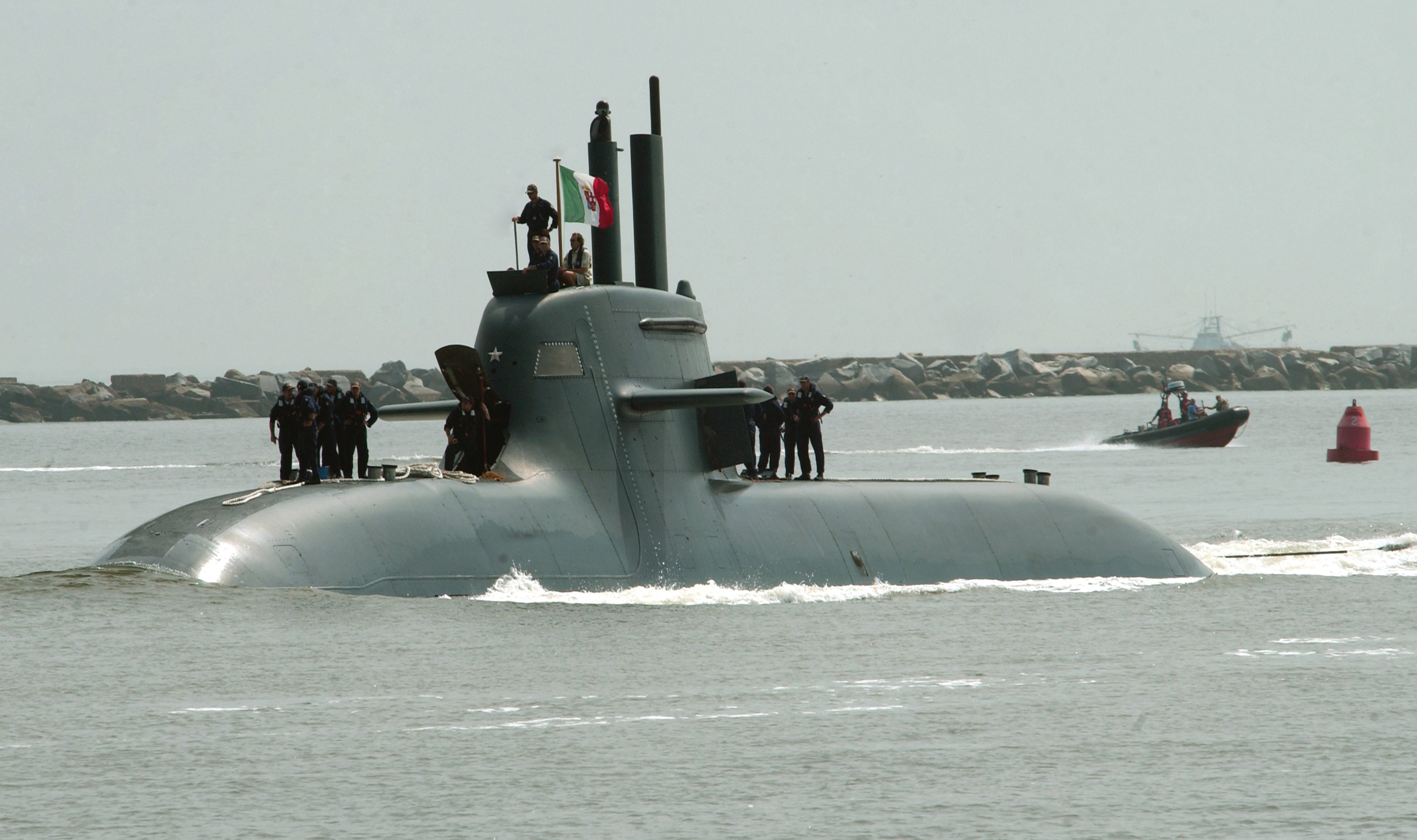
Submarino Salvatore Todaro

### Anos 2000
Após a eclosão da guerra no Afeganistão em 2001, principal base da organização terrorista al-Qaeda, que levou ao derrube do regime talibã, a Itália está presente no Afeganistão no âmbito da ISAF, a força internacional de manutenção da paz sediada em Cabul, com unidades do Exército e da Marinha do Batalhão San Marco. Durante o ano de 2005, a Itália se viu no comando de quatro missões multinacionais: no Afeganistão, na Bósnia e Herzegovina, no Kosovo e na Albânia .
A Marinha possui uma Frota de Alto Mar . Participou amplamente na luta contra o terrorismo participando, assim como com o batalhão San Marco, com suas unidades navais nas operações Active Endeavour no Mediterrâneo, Ancient Babylon no Golfo Pérsico, Enduring Freedom no Golfo Pérsico e no Oceano Índico e participando no combate à pirataria e na defesa do tráfego marítimo e da liberdade de navegação na zona do Corno de África e Golfo de Aden contra as incursões de piratas somalis, disponibilizando ainda as unidades militares de protecção a serem embarcaram em navios civis italianos para garantir sua segurança. Todas as principais unidades da Marinha participaram nestas missões, realizadas sob os auspícios da UE, como a Operação Atalanta ou a Operação Ocean Shield da OTAN e unidades navais continuam a ser destacadas para este âmbito.
No verão de 2006, a Marinha foi uma das primeiras marinhas a intervir na crise do Líbano . O contratorpedeiro Luigi Durand de la Penne , em exercício na Grécia, esteve entre as primeiras unidades neutras a entrar no porto de Beirute para a evacuação de compatriotas e outros europeus para a ilha de Chipre com duas viagens. Em setembro, sob a égide da ONU como parte da missão UNIFIL 2, os navios Garibaldi, San Giusto, San Marco e San Giorgio, praticamente toda a frota all-bridge, escoltados pela corveta Fenice, desembarcaram na praia de Tire a força de entrada, ou seja, as tropas anfíbias da nova "Forza di Proiezione dal Mare" (FPM) composta pelo Batalhão San Marco e os Lagunari do Exército .

### Renovação da frota
Novos são os navios da classe Orizzonte denominados Andrea Doria e Caio Duilio, lançados em Riva Trigoso em 14 de outubro de 2005 e 23 de outubro de 2007, respectivamente. A primeira unidade foi entregue em 22 de dezembro de 2007 e após testes no mar está em plena operação desde junho de 2008, enquanto a segunda unidade foi entregue em 3 de abril de 2009 tornando-se totalmente operacional em 2010. Com a entrada na frota dessas duas unidades, o Vittorio Veneto foi desativado em 2006.
Em 10 de junho de 2009, o novo porta-aviões Cavour entrou em serviço, ao lado do porta-aviões Garibaldi . A Aviação Naval encomendou 15 caças F-35B na versão STOVL ( Short Take Off and Vertical Landing )  para serem utilizados nessas duas unidades.
No que diz respeito à modernização da frota, o projeto mais importante é o desenvolvido em cooperação com a França com o programa de fragatas polivalentes " FREMM "; em 2012 foi entregue a primeira fragata na versão "General Purpose" Carlo Bergamini, seguida de quatro na versão anti-submarino em 2013-14-15 e 16 e mais uma na versão "General Purpose" em 2017. Outras quatro FREMMs estão em construção nos estaleiros Riva Trigoso.
No que diz respeito à arma subaquática, dois novos submarinos da classe U-212 foram entregues em 2016 e 2017. Os submarinos Enrico Toti e Dandolo que deixaram a frota tornaram-se dois submarinos-museu.
Em 2016, iniciaram-se as obras de construção do navio de apoio logístico LSS Vulcano, enquanto em 2017 do LHD Trieste, navio anfíbio de desembarque all-deck que substituirá o Garibaldi .
Em 15 de fevereiro de 2017, o corte da primeira chapa da primeira de 7 (+3 como opção) novas unidades denominadas " Pattugliatori Polivalenti d'Altura " (PPA ), com 143 metros de comprimento, 16,5 de largura e 6.200 t de deslocamento.
No entanto, o processo de modernização foi acompanhado por uma revisão do instrumento militar para fazer face à falta de fundos devido à crise económica iniciada em 2008 : prevê-se uma racionalização do Estado-Maior com a transferência de todas as tarefas operacionais para o comando da Marinha esquadrão ( CINCNAV ), o A formação de todo o pessoal está centralizada em Ancona no Comando Escolar (MARICOMSCUOLE), enquanto tudo o que diz respeito à logística será da responsabilidade do Comando Logístico de Nápoles, antiga Inspetoria de Apoio Logístico e Farol, NAVISPELOG, que irá cuidar também dos faróis e da sinalização marítima; além disso, até 2018 a Marinha espera ter vinte e duas unidades navais a menos.

## Estrutura
A Marinha Militar está dividida em 5 corpos:
- Armi navali (corpo de intervenção naval);
- Genio navale (engenharia);
- Commissariato militare marittimo (logística)
- Corpo sanitario (serviço sanitário);
- Capitanerie di porto (guarda costeira).

## Hierarquia militar

### Oficiais
| Hierarquia da Marinha italiana | Hierarquia da Marinha italiana | Hierarquia da Marinha italiana                             | Hierarquia da Marinha italiana              | Hierarquia da Marinha italiana                | Hierarquia da Marinha italiana   | Hierarquia da Marinha italiana        | Hierarquia da Marinha italiana         | Hierarquia da Marinha italiana          | Hierarquia da Marinha italiana       | Hierarquia da Marinha italiana               | Hierarquia da Marinha italiana | Hierarquia da Marinha italiana                     |
| Categoria | almirantes                     | almirantes                                                 | almirantes                                  | almirantes                                    | almirantes                       | oficiais superiores                   | oficiais superiores                    | oficiais superiores                     | oficiais inferiores                  | oficiais inferiores                          | oficiais inferiores            | aspirantes a oficiais OF(D)                        |
| NATO Code | OF-10                          | OF-9                                                       | OF-8                                        | OF-7                                          | OF-6                             | OF-5                                  | OF-4                                   | OF-3                                    | OF-2                                 | oficiais subalternos OF-1                    | oficiais subalternos OF-1      | aspirantes a oficiais OF(D)                        |
| --- | ------------------------------ | ---------------------------------------------------------- | ------------------------------------------- | --------------------------------------------- | -------------------------------- | ------------------------------------- | -------------------------------------- | --------------------------------------- | ------------------------------------ | -------------------------------------------- | ------------------------------ | -------------------------------------------------- |
| Uniforme de verão (dragona) |                                |                                                            |                                             |                                               |                                  |                                       |                                        |                                         |                                      |                                              |                                |                                                    |
| Uniforme de inverno (manguito) |                                |                                                            |                                             |                                               |                                  |                                       |                                        |                                         |                                      |                                              |                                |                                                    |
| Nome italiano Tradução em português | ammiraglio1 almirante          | ammiraglio di squadra (i.s.)2 almirante de-esquadra (a.e.) | ammiraglio di squadra almirante de-esquadra | ammiraglio di divisione almirante- de-divisão | contrammiraglio contra-almirante | capitano di vascello capitão de-navio | capitano di fregata capitão de-fragata | capitano di corvetta capitão de-corveta | tenente di vascello tenente de-navio | sottotenente di vascello subtenente de-navio | guardiamarina guarda-marinha   | aspirante guardiamarina aspirante a guarda-marinha |
| 1 O posto de "ammiraglio" (almirante) é atribuída exclusivamente à l'oficial da Marinha promovido a Chefe do Estado-Maior da Defesa. 2 O posto de "ammiraglio di squadra con incarichi speciali" (almirante-de-esquadra com atribuições especiais) é atribuída ao Chefe do Estado-Maior da Marinha e/ou o secretário de Defesa. |                                |                                                            |                                             |                                               |                                  |                                       |                                        |                                         |                                      |                                              |                                |                                                    |

### Suboficiais e praças
|  |  |  |  |

| sottocapo di 1ª classe scelto sub-cabo de 1ª classe eleito | sottocapo di 1ª classe sub-cabo de 1ª classe | sottocapo di 2ª classe sub-cabo de 2ª classe | sottocapo di 3ª classe sub-cabo de 3ª classe |